# Port Askaig

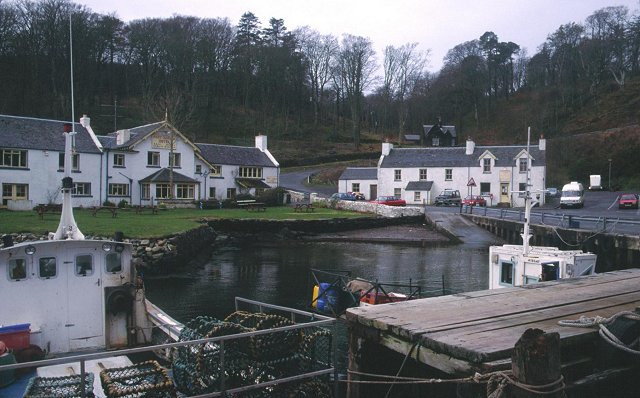
Port Askaig

Topografisk karta över Islay med hamnar och orter utmärkta (bland andra Port Askaig.

Port Askaig är en ort på ön Islays nordkust i Skottland. Orten är en hamnstad, öns viktigaste hamn tillsammans med Port Ellen, vilka båda erbjuder passagerartransport via båt till fastlandet. Från Port Askaig går även regelbunden båttransport till Feolin och Jura över Sound of Islay och till Oban en gång i veckan. Säckpipemarsen Leaving Port Askaig handlar om minnet av Port Askaig. Port Askaig har ett hotell, en bensinstation och en affär nära hamnen, men på Port Askaig finns väldigt få hushåll.